# 幻冬舎ルネッサンス新社
株式会社幻冬舎ルネッサンス新社（げんとうしゃるねっさんすしんしゃ）は、幻冬舎グループの個人出版部門を担う子会社であった。
2022年にグループ企業の株式会社幻冬舎メディアコンサルティングに吸収合併され個人出版事業部となり、「幻冬舎ルネッサンス」のブランド名だけが残った。

## 概要
事業内容は個人出版（自費出版）の制作・流通販売業務であり、個人出版でありながら商業出版を行う幻冬舎と同じ流通網で書店に配本することが特徴。また、新書として個人出版を行う幻冬舎ルネッサンス新書のレーベルを所有している。
幻冬舎文庫から出版し、米倉涼子主演のテレビ朝日開局50周年ドラマとして放送された『氷の華』（天野節子・著）は、幻冬舎ルネッサンス（当時は株式会社幻冬舎ルネッサンス）でのデビュー作出版がきっかけとなった。
企業ロゴは本社である幻冬舎と同じく、「槍を高くかざした人間」となっている。このモデルは 幻冬舎代表取締役社長見城徹本人であり、自らポーズをとって描かせたものである。

## 背景
2004年に幻冬舎グループの個人出版を取り扱う株式会社幻冬舎ルネッサンスとして設立。
2013年に株式会社幻冬舎メディアコンサルティングに吸収合併される。
2017年にグループの再編成があり、新たに株式会社幻冬舎ルネッサンス新社として再出発。
2022年に株式会社メディアコンサルティングに再度吸収される。

## 関連会社
- 幻冬舎
- 幻冬舎コミックス
- 幻冬舎メディアコンサルティング
- 幻冬舎総合財産コンサルティング